# Pfarrkirche Eggendorf im Thale

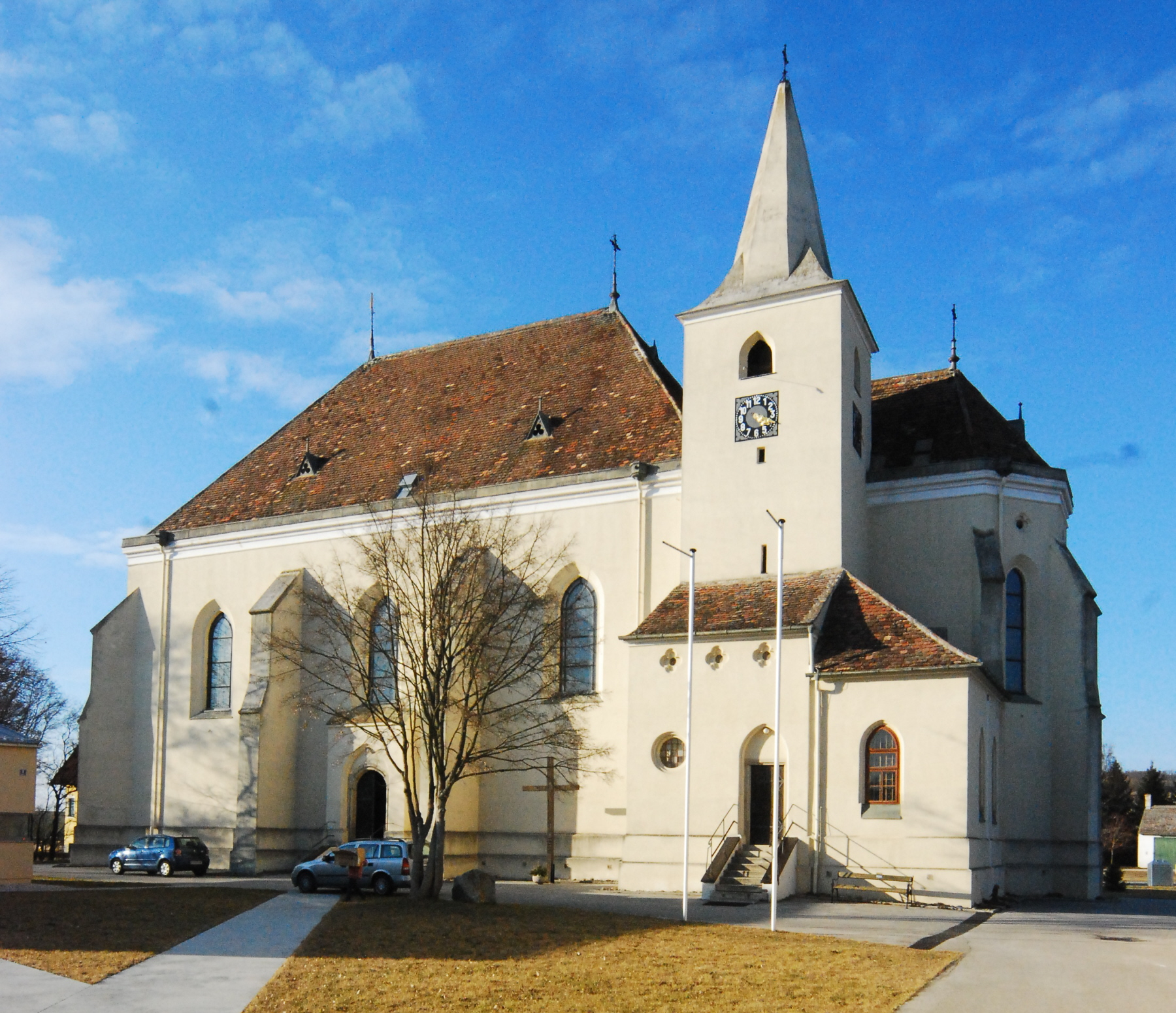
Pfarrkirche Eggendorf im Thale, Südansicht

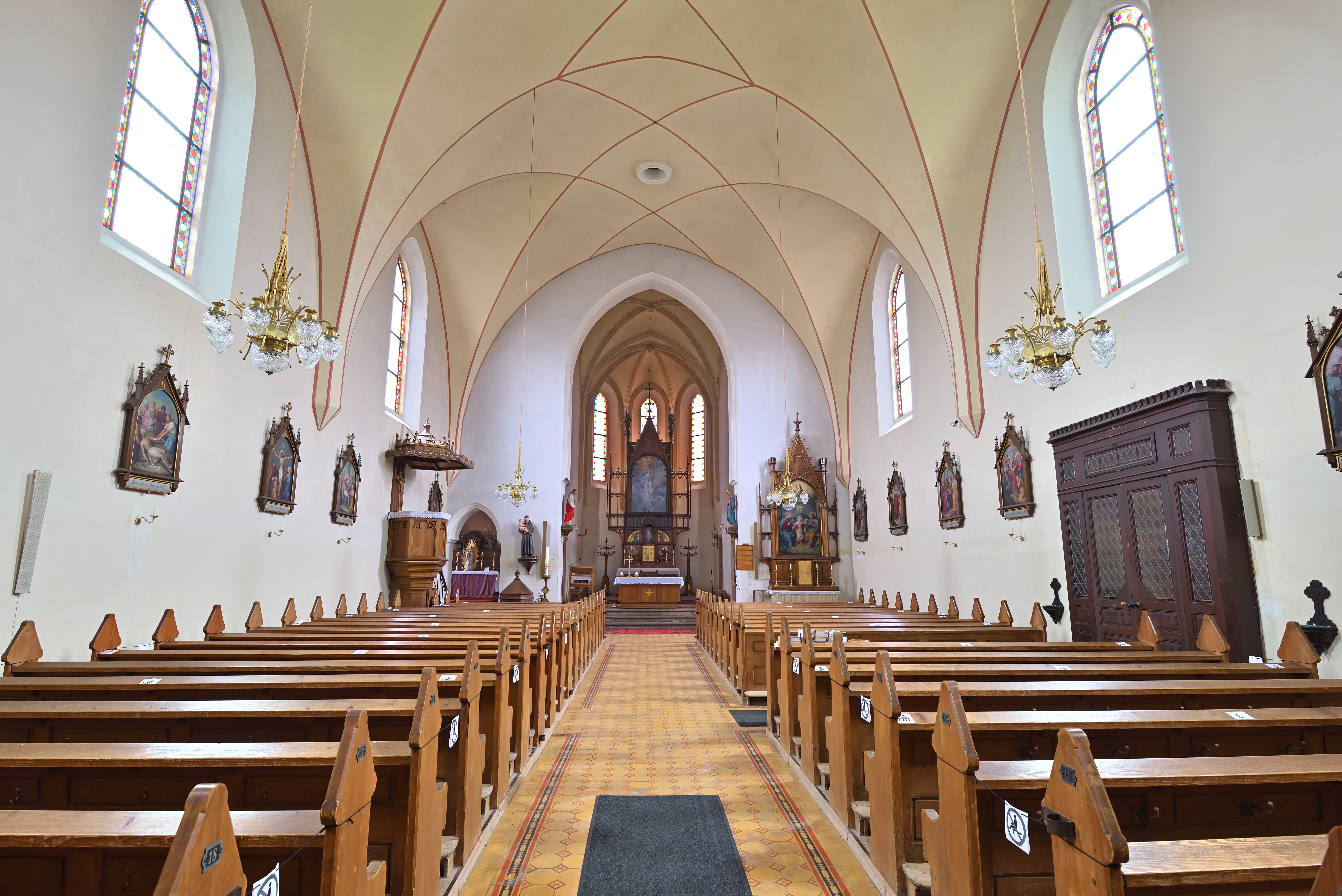
Ansicht nach Osten, Langhaus und Hochaltar

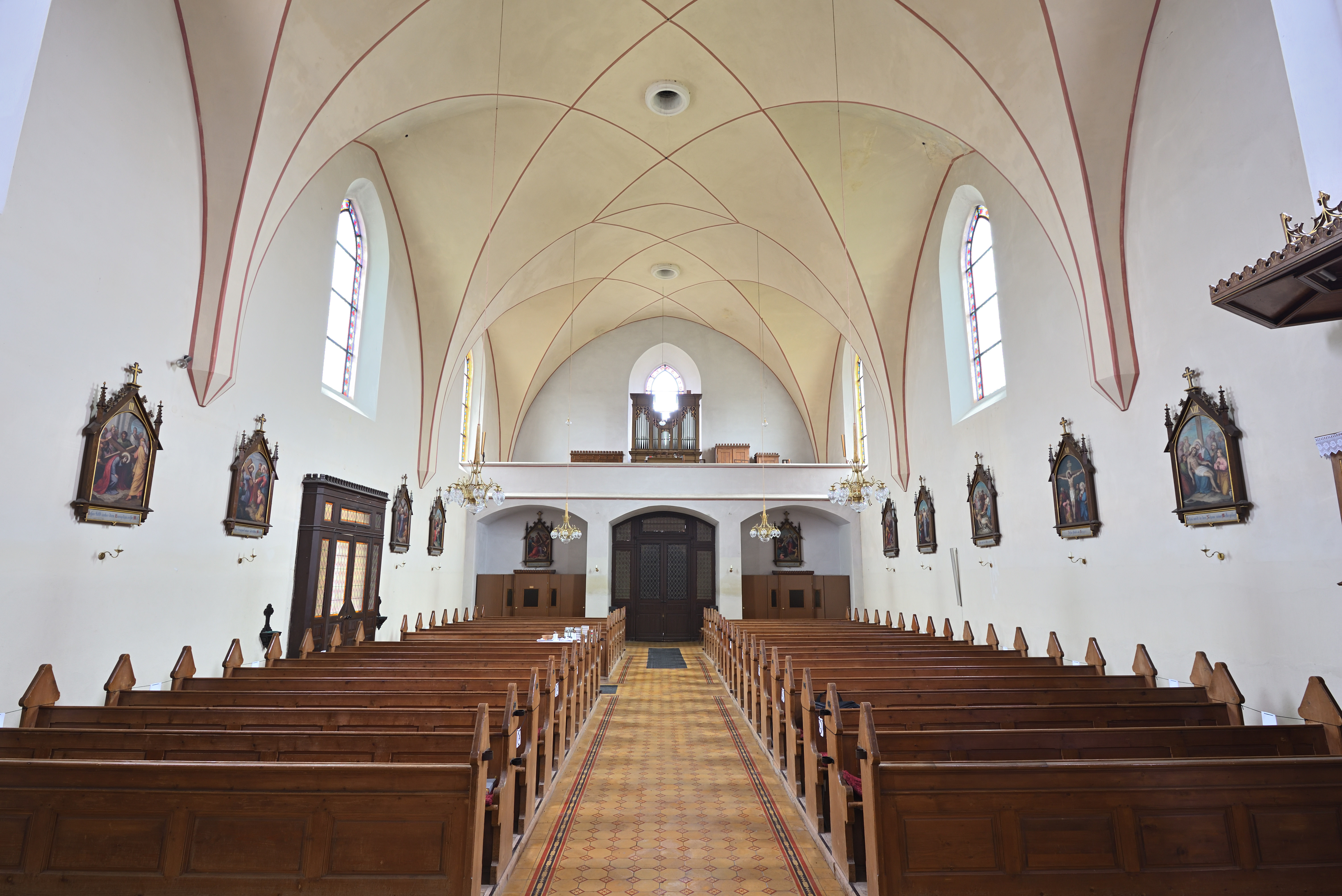
Blick vom Langhaus zur Orgelempore

Die Pfarrkirche Eggendorf im Thale ist eine römisch-katholische Kirche in Eggendorf im Thale, einer Ortschaft in der Stadtgemeinde Hollabrunn (Niederösterreich). Sie steht nördlich des Ortszentrums und ist als einzige Kirche Österreichs der heiligen Afra geweiht.
Die Kirche gehört zum Dekanat Hollabrunn im Vikariat Unter dem Manhartsberg und steht unter Denkmalschutz.

## Pfarrgeschichte
Die Gründung der Pfarre um die Mitte des 11. Jahrhunderts könnte anlässlich der Heiligsprechung von Afra von Augsburg im Jahre 1064 erfolgt sein.
Die erste urkundliche Erwähnung erfolgte im September 1135 in einem Dokument, in dem Markgraf Leopold III. der Heilige zugunsten des Diözesanbischofs von Passau auf den Zehent im Sprengel von 13 Babenbergischen Eigenpfarren, darunter auch »Echindorfh«, verzichtete. Nach der Erhebung Österreichs zum Herzogtum im Jahre 1156 wies Heinrich II. Jasomirgott die Pfarren Pulkau und Eggendorf der neuen Benediktinerabtei Unserer lieben Frau zu den Schotten in Wien als Gründungsdotation zu. Seither war die Pfarre dem Schottenstift bis 1995 inkorporiert.
Während der Reformationszeit war Eggendorf ab 1565 protestantisch und in den Jahren 1571 und 1580 fanden in Eggendorf evangelische Synoden statt. Nach der Gegenreformation, die in Eggendorf im Jahre 1604 begann, wurde die Pfarre wieder katholisch.
Seit 1995 ist die Pfarre aus der Betreuung durch das Schottenstift ausgeschieden und wird von der Erzdiözese Wien verwaltet. Die Seelsorge wurde den Benediktinern des Benediktinerpriorates St. Josef in Maria Roggendorf übertragen.

## Baubeschreibung

### Außen
Die Kirche besteht aus einem neugotischen Langhaus mit einem mächtigen Walmdach, einem gotischen Chor und einem im Kern gotischen Südturm. Das Langhaus wurde zwischen 1897 und 1899 von Karl Bösig errichtet.
Das Langhaus und der eingezogene, polygonale Chor aus dem 14. Jahrhundert haben gotische Strebepfeiler mit Wasserschlägen und Spitzbogenfenster.
Im Süden ist ein gedrungener Choreckturm mit Pyramidenhelm über einem umlaufenden Traufgesims und einem Sakristeivorbau mit Spitzbogenfenstern aus dem Ende des 19. Jahrhunderts. Links neben dem Eingang zur Sakristei ist ein Okulus und unterhalb des Traufgesimses sind drei Vierpassluken. Im Norden schließt eine Seitenkapelle aus dem 14. Jahrhundert mit zweibahnigen Maßwerkfenstern an den Chor an. Die Westfassade hat einen flachen, übergiebelten Mittelrisalit.

### Innen
Das einschiffige, dreijochige Langhaus hat ein Netzgratgewölbe auf Konsolen. Die Empore ruht auf einem segmentbogigen Gewölbe. Ein hoher, spitzbogiger Triumphbogen bildet den Übergang vom Langhaus zum einjochigen Chor mit Fünfachtelschluss. Der Chor hat ein Kreuzrippengewölbe auf stark überarbeiteten Konsolen aus dem 14. Jahrhundert mit skulptierten Tierdarstellungen, Blattwerk und Masken.
Die nördliche Seitenkapelle mit Dreiachtelschluss hat ein Rippengewölbe mit einem reliefierten, runden Schlussstein. Die Sakristei wird von einer Kappendecke überwölbt.

## Ausstattung

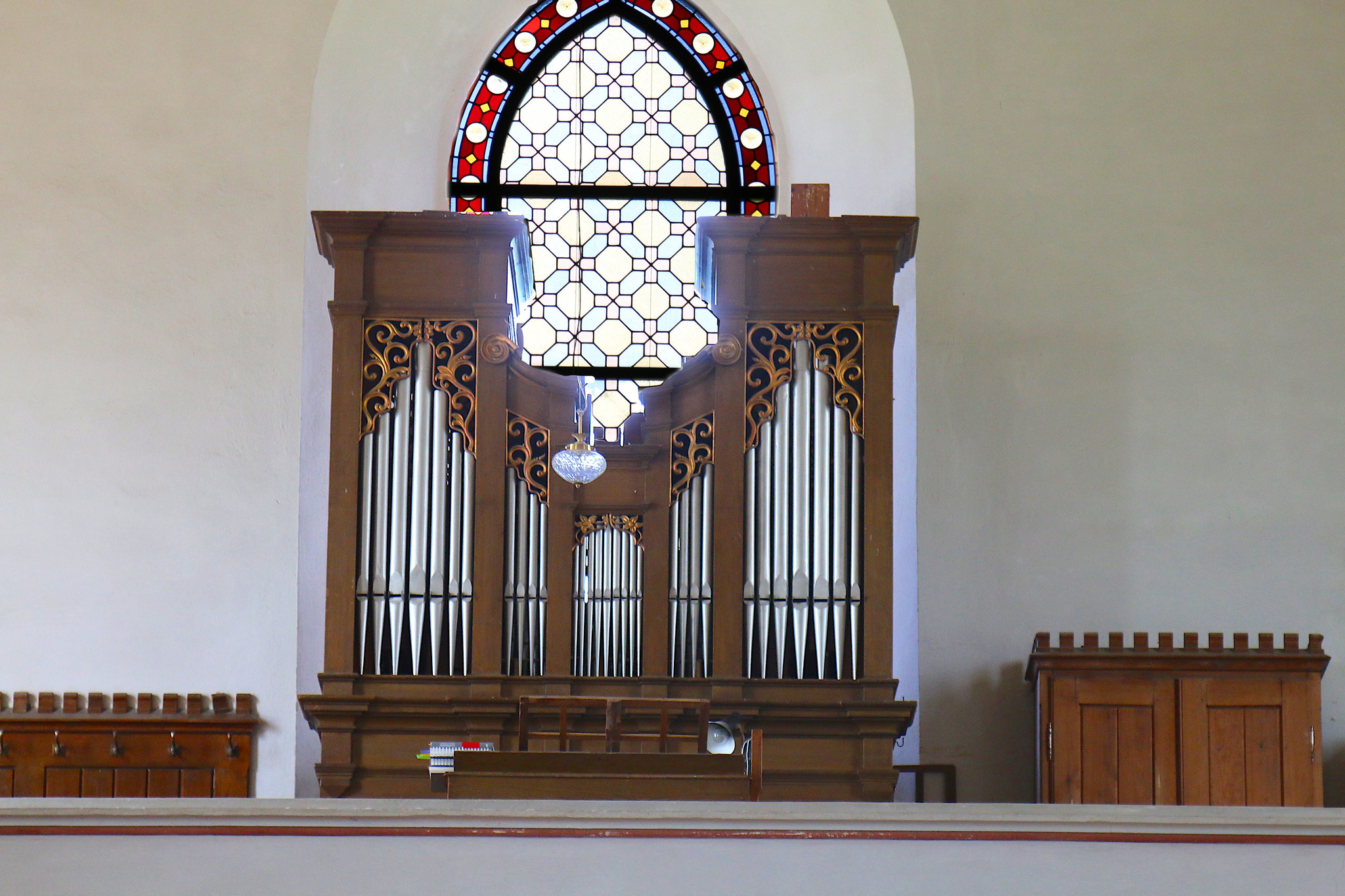
Orgel von 1862

Die einheitliche, neugotische Ausstattung der Kirche stammt aus der Bauzeit des Langhauses.

### Hochaltar
Der Hochaltar mit Ädikula und Tabernakelaufbau aus der Zeit um 1900 hat ein Altarblatt, auf dem die heilige Afra dargestellt ist (Josef Neugebauer, 1843). Ähnlich gestaltet ist der südliche Seitenaltar mit einem Altarblatt, das die Heilige Familie zeigt. Die neugotische Kanzel, ein Osterleuchter und die Kirchenbänke aus derselben Stilepoche vervollständigen die Ausstattung.
In der nördlichen Chorkapelle ist ein Altar mit zwei Engelsfiguren, Kreuzwegstationen und Konsolstatuen von Christus, Maria und Anton von Padua.

### Orgel
Die Orgel wurde 1862 von Benedikt Latzl/Znaim ursprünglich für die benachbarte alte Pfarrkirche Enzersdorf im Thale gebaut und 1896 durch Franz Strommer in der alten Pfarrkirche Eggendorf im Thale aufgestellt, da sich diese Orgel für die im Stile der Neugotik errichtete neue Pfarrkirche Enzersdorf im Thale als zu klein erwiesen hatte. Sie besitzt 9 Register auf einem Manual und Pedal.